# ألبرتو نوتشيرينو
ألبرتو نوتشيرينو (بالإيطالية: Alberto Nocerino)‏ هو لاعب كرة قدم إيطالي في مركز الدفاع، ولد في 20 ديسمبر 1975 في مدينة بومبي في إيطاليا. لعب مع كوسينزا كالشيو ونادي أفيلينو ونادي بينيفينتو ونادي كروتوني ونادي ليكو.